# Sebastian Shaw (attore)
Sebastian Lewis Shaw (Holt, 29 maggio 1905 – Brighton, 23 dicembre 1994) è stato un attore, drammaturgo e scrittore britannico.
Attore prevalentemente televisivo, è noto al grande pubblico per aver interpretato Anakin Skywalker in una breve scena de Il ritorno dello Jedi, terzo capitolo della saga di Guerre stellari.

## Biografia
Shaw venne educato alla Gresham's School, dove il padre Geoffrey era un maestro di musica. Iniziò la sua carriera nel 1913, e la sua fama crebbe fino a raggiungere ruoli importanti negli anni '20. La sua prima stagione con il Shakespeare Memorial Theatre si svolse nel 1926 e fu un membro regolare della compagnia tra il 1966 e il 1976, partecipando di nuovo nel 1985. Durante la Seconda guerra mondiale prestò servizio nella Royal Air Force
Nel 1982, all'età di 77 anni, Shaw fu ingaggiato nel film Il ritorno dello Jedi per la parte di Anakin Skywalker (alias Dart Fener) nell'unica breve scena in cui si vede il volto di Anakin sotto la maschera di Fener, quando questo è in punto di morte. Nel resto delle scene in armatura Dart Fener era invece interpretato da David Prowse, il quale non fu contento di essere sostituito. La scelta di Sebastian Shaw per la parte fu consigliata a George Lucas da Alec Guinness (interprete di Obi-Wan Kenobi nella stessa saga), il quale era un grande amico di Shaw e, sapendo che in quel momento era in difficoltà economica, chiese a Lucas di dargli una parte nel film. Lucas accettò, anche perché sapeva che Guinness non amava la saga e quello sarebbe stato forse l'unico modo per convincerlo a girare il terzo capitolo. La presenza di Shaw sul set fu tenuta con la massima riservatezza, temendo una fuga di notizie, al punto che a Shaw stesso fu proibito di farne parola persino con i suoi familiari. Nella versione per DVD del film uscita nel 2004 Shaw è stato sostituito nella scena dei fantasmi di Forza, tramite post-produzione digitale, con Hayden Christensen, l'attore che ha interpretato Anakin Skywalker in Star Wars: Episodio II - L'attacco dei cloni e Star Wars: Episodio III - La vendetta dei Sith. Shaw inoltre viene ingaggiato per dare il volto al personaggio di Dart Fener (nelle scene con l'armatura era sempre David Prowse ad interpretarlo), nell'unica scena in cui viene ripreso senza armatura, tolta da Luke Skywalker.
Shaw ebbe anche una carriera di drammaturgo e scrittore. Scrisse alcune opere teatrali come Take a Life, The Ship's Bell, The Cliff Walk, The Glass Maze e Cul de Sac. Compose inoltre una raccolta di poesie personali pubblicate in edizione limitata dalla Exter University. Nel 1975 pubblicò il suo unico romanzo, The Christening, che inizialmente intendeva intitolare "Il padrino", salvo poi optare per un altro titolo a causa della popolarità del romanzo omonimo di Mario Puzo.

## Filmografia

### Cinema
- Caste, regia di Campbell Gullan (1930)
- Taxi to Paradise, regia di Adrian Brunel (1933)
- Little Miss Nobody, regia di Jean Daumery (1933)
- The Four Masked Men, regia di George Pearson (1934)
- Get Your Man, regia di George King (1934)
- The Way of Youth, regia di Norman Walker (1934)
- Brewster's Millions, regia di Thornton Freeland (1935)
- The Lad, regia di Henry Edwards (1935)
- Three Witnesses, regia di Leslie S. Hiscott (1935)
- Adventure Ltd., regia di George King (1935)
- Department Store, regia di Leslie S. Hiscott (1935)
- Jubilee Window, regia di George Pearson (1935)
- The Ace of Spades, regia di George Pearson (1935)
- Birds of a Feather, regia di John Baxter (1935)
- Jury's Evidence, regia di Ralph Ince (1936)
- Tomorrow We Live, regia di Manning Haynes (1936)
- La segretaria (Men Are Not Gods), regia di Walter Reisch (1936)
- Sei ore a terra (Farewell Again), regia di Tim Whelan (1937)
- Il delatore (The Squeaker), regia di William K. Howard (1937)
- Too Dangerous to Live, regia di Leslie Norman e Anthony Hankey (1939)
- La spia in nero (The Spy in Black), regia di Michael Powell (1939)
- Three Silent Men, regia di Thomas Bentley (1940)
- Bulldog Sees It Through, regia di Harold Huth (1940)
- The Flying Squad, regia di Herbert Brenon (1940)
- East of Piccadilly, regia di Harold Huth (1941)
- Journey Together, regia di John Boulting (1945)
- La montagna di cristallo (The Glass Mountain), regia di Henry Cass (1949)
- Landfall, regia di Ken Annakin (1949)
- Laxdale Hall, regia di John Eldridge (1953)
- It Happened Here, regia di Kevin Brownlow e Andrew Mollo (1965)
- A Midsummer Night's Dream, regia di Peter Hall (1968)
- Il ritorno dello Jedi (Return of the Jedi), regia di Richard Marquand (1983)
- Alta stagione (High Season), regia di Clare Peploe (1987)

### Televisione
- Paddle Steamer: Down River in 1850 (1937)
- Julius Caesar - film TV regia di Dallas Bower (1938)
- Hamlet - film TV regia di Basil Adams (1947)
- Virtuoso - film TV regia di George More O'Ferrall (1948)
- Dear Murderer - film TV tratto dal romanzo di John Legh Clowes (1949)
- The Flashing Stream - film TV tratto dal romanzo di Charles Morgan (1949)
- BBC Sunday-Night Theatre - serie TV 8 episodi (1952-1957)
- Eye Witness - film TV regia di Brandon Acton-Bond (1957)
- The Boy David - film TV tratto dall'opera di J. M. Barrie (1957)
- Armchair Theatre - serie TV 1 episodio (1958)
- The Probation Officer - serie TV, 1 episodio (1959)
- Knight Errant Limited - serie TV, 1 episodio (1960)
- Saturday Playhouse - serie TV, 2 episodi (1960)
- Here Lies Miss Sabry - serie TV, 5 episodi (1960)
- Front Page Story - serie TV, 1 episodio (1965)
- ITV Play of the Week - serie TV, 1 episodio (1965)
- Out of the Unknown - serie TV, 1 episodio (1966)
- All's Well That Ends Well - film TV regia di John Barton e Claude Whatham (1968)
- Thirty-Minute Theatre - serie TV, 1 episodio (1972)
- Dead of Night - serie TV, 1 episodio (1972)
- Village Hall - serie TV, 1 episodio (1975)
- Hello Lola - film TV, (1976)
- Timone d'Atene - film TV regia di Jonathan Miller (1981)
- Crown Court - serie TV, 2 episodi (1984)
- The Master Builder, serie TV (1988)
- Casualty - serie TV, 1 episodio (1988)
- Chernobyl - Un grido dal mondo (Chernobyl: The Final Warning) - film TV regia di Anthony Page (1991)
- Chimera - serie TV, ultima interpretazione (1991)

## Doppiatori italiani
Nelle versioni in italiano dei suoi film, Sebastian Shaw è stato doppiato da:
- Carlo Hintermann in Timone d'Atene
- Marcello Tusco ne Il ritorno dello Jedi
- Arnaldo Ninchi in Timone d'Atene (ridoppiaggio)
- Claudio Capone ne La segretaria (ridoppiaggio)